# Эвенсон, Томас
Томас Эвенсон — британский легкоатлет. На Олимпийских играх 1932 года выиграл серебряную медаль в беге на 3000 метров с препятствиями с результатом 10.46,0.
Чемпион Великобритании в беге на 2 мили с препятствиями в 1931, 1932 и 1936 годах.

### Игры Британской империи
В 1930 году на первых Играх Британской империи занял 3-е место в беге на 6 миль. На следующих играх в 1934 году стал серебряным призёром на дистанции 2 мили с препятствиями.

### Кросс наций
| Год  | Соревнование | Город     | Место | Дисциплина           |
| ---- | ------------ | --------- | ----- | -------------------- |
| 1930 | Кросс наций  | Лемингтон | 1     | личное первенство    |
| 1930 | Кросс наций  | Лемингтон | 1     | командное первенство |
| 1931 | Кросс наций  | Дублин    | 3     | личное первенство    |
| 1931 | Кросс наций  | Дублин    | 1     | командное первенство |
| 1932 | Кросс наций  | Брюссель  | 1     | личное первенство    |
| 1932 | Кросс наций  | Брюссель  | 1     | командное первенство |
| 1933 | Кросс наций  | Каэрлеон  | 1     | личное первенство    |
| 1934 | Кросс наций  | Эр        | 1     | личное первенство    |